# Aigua de Lithia

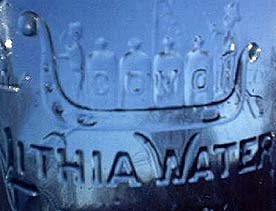
Ampolla d'aigua de Lithia, 1888

L'aigua de Lithia és una marca d'origen d'aigua mineral caracteritzada per la presència de sals de liti (com el carbonat, el bicarbonat, el clorur o el citrat de liti). Les aigües de Lithia minerals, extretes de fonts naturals són rares, de fet hi ha poques marques d'aigua de Lithia que l'embotellin comercialment, tot i que el seu ús als EUA , com l'aigua de litines a aquesta part de l'atlàntic, va formar part molt de temps de teràpies autèntiques que aplicaven la farmacologia del liti, atès que el liti s'utilitza sota control mèdic com a estabilitzador de l'estat d'ànim en el tractament psiquiàtric dels estats maníacs i el trastorn bipolar.

## Composició
L'aigua de Lithia conté diverses sals de liti, incloent el citrat de liti. Una primera versió de Coca-Cola disponible a les fonts de refresc de les farmàcies anomenada Lithia Coke era una barreja de xarop de Coca-Cola i aigua de Lithia de la font Bowden. El refresc 7Up es va anomenar "Bib-Label Lithiated Lemon-Lime Soda" quan es va formular el 1929 perquè contenia citrat de liti. La beguda era un medicament patentat comercialitzat com a cura per a la ressaca. El citrat de liti es va eliminar de 7Up el 1948.

## Història
Entre la dècada de 1880 i la Primera Guerra Mundial, el consum d'aigua de Lithia embotellada va ser popular. Una de les primeres aigües de Lithia venudes comercialment als Estats Units va ser embotellada a Lithia Springs, Geòrgia, el 1888. Durant aquesta època, hi havia tanta demanda d'aigua de Lithia que hi va haver una proliferació de productes d'aigua de Lithia embotellada. Tanmateix, només algunes d'elles eren aigua de Lithia de font natural. La majoria de les marques d'aigua de Lithia embotellada el que feien era afegir bicarbonat de liti a l'aigua d'una font existent i la venien com aigua de Lithia. Amb l'inici de la Primera Guerra Mundial i la formació de la nova agència de seguretat alimentària del govern dels EUA, els embotelladors d'aigua mineral van estar sota observació. La nova agència va posar multes elevades als embotelladors d'aigua mineral per productes mal etiquetats, tergiversats o adulterats. Aquestes accions governamentals i la seva publicitat, juntament amb les obres públiques que feien que l'aigua neta de l'aixeta fos fàcilment accessible, van fer que el públic nord-americà perdés la confiança i l'interès en l'aigua de Lithia embotellada.

## Marques destacades
- Lithia Spring Water, una marca d'aigua de Lithia natural embotellada procedent de Lithia Springs, Geòrgia, EUA, des de 1888
- Londonderry Lithia, una marca d'aigua de Lithia embotellada produïda a finals del segle XIX i principis del XX
- Buffalo Lithia Water, una marca d'aigua embotellada de Lithia procedent de Buffalo Lithia Springs, Virgínia
- Gerolsteiner, una aigua amb gas natural que dona 0,13 ppm de liti en la seva anàlisi